# Камерунская камнелюбка
Камерунская камнелюбка (лат. Petropedetes johnstoni) — вид бесхвостых земноводных из семейства Petropedetidae. Он является эндемиком прибрежного Камеруна и достоверно известен только в нескольких местах. Некоторое время Petropedetes newtonii считался младшим синонимом этого вида, что привело к гораздо более широкому распространению. В настоящее время эти два вида считаются разными, но информация о Petropedetes johnstoni в строгом смысле ограничена.

## Этимология
Видовое название johnstoni дано в честь Гарри Джонстона, британского исследователя и натуралиста, который собрал голотип.

## Описание
Длина взрослых самцов составляет около 32 мм, а взрослых самок — около 38 мм. Морда слегка закруглена. Барабанная полость отчетливая, у самца меньше глаза; надбарабанная складка отчетливая. Кончики пальцев расширены в диски; на передних лапах нет перепонок, тогда как на задних могут быть рудиментарные перепонки. Кожа спины имеет только относительно небольшие бородавки. У самца отсутствуют гипертрофированное предплечье и ороговевшие спикулы на коже горла и основании передних лап, наблюдаемые у Petropedetes newtonii.

## Среда обитания и охрана
Камерунская камнелюбка, когда этот вид был описан в 2004 году, встречалась в низинных и мангровых лесах. Самцы могут заходить в лес вдали от воды, и, похоже, этот вид не зависит от воды для размножения; личинки предположительно наземные. Самец охраняют гнездо с икрой на больших листьях чуть выше земли. В то время главной угрозой считалась потеря среды обитания из-за развития сельского хозяйства, вырубки леса и расширения населенных пунктов. Вид присутствовал в национальном парке Коруп.